# Óscar Andrade
Óscar Andrade (* 28. August 1957 in Santiago de Chile) ist ein chilenischer Cantautor.

## Leben und Wirken
Andrade begann seine musikalische Laufbahn in einem Nachtclub, wo er Songs von Simon & Garfunkel, Billy Joel und Neil Diamond sang. In der Fernsehsendung Chilenazo trat er mit einer eigenen Komposition, Reencarnación, auf. Seinen ersten großen Erfolg hatte er mit Noticiero crónico: er wurde in die internationale Jury des Festival de Viña del Mar 1982 gewählt und erhielt ein Stipendium für die Fortsetzung seiner musikalischen Ausbildung in Europa. Nach dem Album Tiempo (1981) erschien 1983 sein zweites Album Vida mit Songs u. a. nach Texten von Violeta Parra und Patricio Manns und gesellschaftssatirischen Stücken wie Pan y circo und Los flacos cósmicos.
Von 1990 bis 2003 lebte Andrade in Deutschland. Er studierte klassischen Gesang mit dem Schwerpunkt Jazz-Rock an der Hochschule für Musik Franz Liszt Weimar, trat bei verschiedenen Festivals und im Fernsehem auf und nahm sein drittes Album Desde la luz auf. Nach seiner Rückkehr nach Chile gründete er eine eigene Produktionsfirma, Estados Esenciales. Mit Ego TV erhielt er 2005 den zweiten Platz beim Fernsehwettbewerb Rojo VIP.